# Modelo de Hush
El modelo de Hush o relación de Marcus-Hush se aplica a sistemas de valencia mixta. Se desarrolló alrededor de 1970, y es uno de los primeros modelos de acoplamiento vibrónico.
Este modelo trata de relacionar las propiedades macroscópicas (observables como la banda de intervalencia) con parámetros microscópicos. Así, vincula
- la barrera de energía {\displaystyle \Delta G^{+}} para la transferencia electrónica por vía térmica con
- el salto de energía {\displaystyle \Delta E_{op}>} para una transición óptica, de tipo transferencia de carga, y con
- el cambio en entalpía libre de Gibbs {\displaystyle \Delta G^{0}} al pasar el electrón de un centro al otro.

Para sistemas simétricos, el último término se anula, y la relación es simplemente:
{\displaystyle \Delta G^{+}={\frac {\Delta E_{op}}{4}}}